# Shoemaker–Levy 9
Komet Shoemaker–Levy 9 (formalno kategoriziran kao D/1993 F2) je bio komet koji se raspao i pao na Jupiter u srpnju 1994., što je bilo prvo izravno promatranje izvanzemaljskog sudara objekata Sunčeva sustava. Taj astronomski događaj je bio medijski praćen a astronomi su ga promatrali diljem svijeta. Sudar je ponudio nove informacije o Jupiteru i naznačilo njegovu važnost u smanjivanju svemirskog otpada.
Komet su otkrili astronomi Carolyn i Eugene M. Shoemaker te David Levy. Shoemaker–Levy 9, u to vrijeme u orbiti oko Jupitera, je otkriven 24. ožujka 1993., na fotografiji opservatorija Palmoara u Kaliforniji. Bio je to prvi uočen komet koji je bio u orbiti planete, te ga je Jupiter vjerojatno ulovio u svoju putanju prije 20-30 godina. 
Prema predviđanjima, komet se raspao u nekoliko djelića (najvećeg promjera od 2 km) prilikom sve većeg približavanja Jupiteru, te je pao na južnu hemisferu planete između 16. i 22. srpnja 1994., brzinom od 60 km/s, ili 216.000 km/h. Udar je ostavio "ožiljak" na Jupiteru u obliku velike crvene pjege koja je bila vidljiva mjesecima.  

## Otkriće
Shoemaker i Levy su otkrili komet Shoemaker–Levy 9 tijekom noći 24. ožujka 1993. na fotografiji koju je snimila Schmidt kamera u opservatoriju Palomar u Kaliforniji. Komet je bio slučajno otkriće, koje je ubrzo steklo veliku važnost u znanstvenim krugovima.
Komet Shoemaker–Levy 9 je bio deveti periodični komet kojeg su otkrili Shoemaker i Levy, pa otuda i njegovo ime. Otkriće je objavljeno 27. ožujka 1993.
Već prva fotografija je natuknula da se radi o neobičnom kometu jer je imao nekoliko jezgri u produženoj regiji od koja je oko 50 arksekundi duga i 10 arksekundi široka. Brian Marsden iz Središnjeg ureda za astronomske telegrame je naznačio da komet leži samo oko četiri stupnja od Jupitera, gledano sa Zemlje, što je upućivalo da je neobično blizu planete. Zbog toga, on je predložio da su Shoemaker i David Levy otkrili fragmente kometa kojeg je poremetila Jupiterova gravitacija.

## Komet u putanji oko Jupitera
Promatranja su ubrzo otkrila da komet kruži oko Jupitera, a ne oko Sunca, za razliku od svih drugih kometa. Bio je labavo vezan za planetu - trebalo je dvije godine dok jednom obiđe oko Jupitera, a bio je najviše udaljen 49 milijuna km od njega. Ekscentričnost kometine putanje bila je vrlo velika (e = 0.9986).
Procjenjuje se da ga je zarobila Jupiterova gravitacija negdje u 1960-ima ili 1970-ima. Nekoliko astronoma su pronašli slike kometa i prije nego što je uočen, sve iz 1993. godine (Kin Endate, Satoru Otomo i tim koji je vodio Eleanor Helin). Slike komete prije 1993. nisu pronađene. Procjenjuje se da je komet prije kružio u putanji čiji je perihel bio u okolici Jupiterove putanje a apoapsis u asteroidnom pojasu. Zbog svoje masivnosti, Jupiter je ulovio komet u svoju putanju.
Komet se već jednom jako približio Jupiteru 7. srpnja 1992., prema procjenama samo negdje 40.000 km daleko od planete, što je manje od Jupiterovog promjera od oko 70.000 km, bliže i od najbližeg Jupiterovog satelita, Metide i unutar planetove Rocheove granice, unutar koje su snage plime dovoljno jake da poremete tijelo koje jedino drži gravitacija. Iako se komet približio Jupiteru i prije, tog datuma se komet raspao u fragmente. Svaki fragment je dobio jedno slovo, od "A" do "W", praksa koja je već prije primijenjena za razbijene komete. Daljnja promatranja su dovela do uzbudljivih vijesti za astronome jer su računice vodile na zaključak da će se SL9 sudariti s Jupiterom u srpnju 1994. Proračuni su navodili da će jezgre pasti u Jupiterovu atmosferu u rasponu od pet dana.

## Udari
Iščekivanja su rasla kako se približavao datum udara, te su astronomi masovno promatrali Jupiter. Nekoliko svemirskih satelita i stanica je također uključeno u promatranje, među njima i svemirski teleskop Hubble, svemirski satelit ROSAT te svemirska letjelica Galileo, koja je već bila na putu prema Jupiteru. Udar se dogodio na strani Jupitera koji je okrenut od Zemlje, ali je Galileo uspio na udaljenosti od oko 240 milijuna km snimiti udare kako su se dogodili. Zbog Jupiterove brze rotacije, udarne strane su se okrenule prema Zemlji nekoliko minuta nakon pada kometa.
Svemirska letjelica Odisej, koja je zapravo bila namijenjena promatranju Sunca, je usmjerila teleskop prema Jupiteru na udaljenosti od oko 2,6 astronomskih jedinica, a udaljeni Voyager 2, koji je bio 44 astronomske jedinice daleko od Jupitera, na putu prema napuštanju sunčeva sustava jer je prošao Neptun još 1989., je programiran kako bi tražio radio valove u rasponu od 1–390 kHz.
Prvi udar dogodio se oko 20:13 sati po UTC-u, 16. srpnja 1994., kada je fragment A kometine jezgre ušao u Jupiterovu južnu hemisferu brznim od 60 km/s. Instrumenti na Galileu su detektirali vatrenu loptu koja je u jednom trenutku dosegla oko 24.000 Kelvina, u usporedbi s tipičnim plinovitim temperaturama oblaka koje dosežu tek negdje oko -143 °C, a potom se munjevito ohladio na 1.200 °C nakon 40 sekunda. Dim uzrokovan vatrenom loptom dosegnuo je visinu od preko 3.000 km.
Nekoliko minuta nakon vatrene lopte, Galileo je izmjerio novi porast temperature, vjerojatno zbog iznačenog materijala koji je ponovno pao na planetu. Promatrači sa Zemlje su uočili vatrenu loptu koja se pojavila na rubu Jupitera nedugo nakon prvog udara.
Astronomi su ubrzo primijetili crnu pjegu nakon prvog udara. Pjega je bila vidljiva čak i uz pomoć malenih teleskopa, te je bila promjera od oko 6.000 km (promjer cijele Zemlje). Ova i druge tamne pjege su uzrokovane otpadom nakon udara, te su bile nesimetrične, u obliku polumjeseca u smjeru lokacije udara kometa.
Idućih šest dana, uočen je 21 lokacija udara, a najveća je bila 18. srpnja u 07:33 sati po UTC-u, kada je fragment G pao na Jupiter. To je uzrokovalo ogromnu crnu točku od preko 12.000 km, a jačina njene izbačene energije je procijenjena na oko 6.000.000 megatona TNT-a  (600 puta više od cijelogkupnog nuklearnog arsenala svijeta). Dva udara u razmaku od 12 sati su 19. srpnja stvorili pjege slične veličine zbog fragmenta G, a udari su nastavljeni i do 22. srpnja kada je fragment W posljednji pao na planetu.

## Promatranja i otkrića

### Kemijske analize
Promatrači su se nadali da će udari dati prvi uvid Jupitera ispod plinovitih oblaka, pošto su fragmenti kometa probušili gornji dio atmosfere. Spektroskopske analize su otkrile apsorpcijske linije u plinovitom spektru zbog dvoatomskog sumpora (S2) i ugljikovog dvosumpora (CS2), prvo takvo otkriće na Jupiteru, te jedino drugo otkriće S2 u bilo kojem astronomskom objektu. Ostale molekule su uključivale amonijak (NH3) i sumporov dioksid (H2S). Količina sumpora navodi na zaključak da je kvantiteta ovih sastojaka veća nego količina koju bi očekivali u malenoj jezgri kometa, pokazujući da je otkriven materijal ispod Jupitera. Molekule koje nose kisik, kao što je sumporov dioksid, nisu otkrivene, na iznenađenje astronoma.
Bilo je i emisija teških atoma kao što je željezo, magnezij i silikon, što se i očekivalo od jezgre kometa. otkriveno je i vode, ali ne u onoj količini u kojoj su znanstvenici očekivali. Neki smatraju da fragmenti kometa nisu penetrirali dovoljno duboko. Relativno niske razine vode kasnije su potvrdile Galileova atmosferska sonda koja je izravno istraživala Jupiterovu atmosferu.

### Valovi
Kao što je predviđeno, sudar je izazvao ogromne valove koji su se proširili diljem površine planete brzinom od 450 km/s te su promatrani preko dva sata nakon najsnažnijeg sudara. Neki znanstvenici smatraju da je stabilni sloj mora ležati unutar hipotetične troposfere vodenog oblaka. Ipak, drugi dokazi ukazuju da fragmenti kometa nisu stigli do vodenog sloja, a da su valovi umjesto toga vibrirali unutar stratosfere.

## Analiza
Prije udara, modeli Jupiterove atmosfere su ukazivali da će se raspad najvećih fragmenata događati pod atmosferskim pritiskom u rasponu od 30 kilopaskala do nekoliko desetaka megapaskala, dok su neki predviđali da će komet penetrirati sloj vode i stvoriti plavi veo iznad te regije planete.
Astronomi nisu uočili velike količine vode nakon udara, a kasnija su proučavanja došla do zaključka da se uništenje fragmenata kometa vjerojatno dogodilo na puno većoj visini od očekivanog, te su čak i najveći dijelovi uništeni kada je tlak dosegnuo 250 kPa, puno iznad očekivane dubine vodenog sloja. Manji dijelovi su vjerojatno uništeni i prije nego što su dosegli sloj oblaka.

## Dugotrajni efekti
Ožiljci na Jupiteru su bili vidljivi mjesecima. Promatrači su naveli da su bili uočljiviji od Velike crvene pjege. Takve novije pjege nastale padom kometa nikada prije nisu snimljene na Jupiteru.
Spektroskopska promatranja su otkrila da su amonijak i ugljikov disulfid ostali u atmosferi najmanje 14 mjeseci nakon udara, a značajna količina amonijaka je ostala u stratosferi u usporedbi s njenom normalnom lokacijom u troposferi.
Temperature u atmosferi pali su do normalnih razina puno brže u većim mjestima udara nego u manjim mjestima: kod većih lokacija udara fragmenata kometa, temperature su porasle u tom području u rasponu širine od 15.000 do 20.000 km, ali su spale do normalnih vrijednosti tjedan dana nakon pada kometa. Na manjim mjestima, temperature veće za 10 Kelvina su ostale gotovo dva tjedna. Globalne stratosferne temperature su porasle gotovo odmah nakon udara, a potom, dva do tri tjedna nakon toga, pale na temperature čak i niže prije tog događaj. Naposljetku, temperature su se potom vratile na staro stanje.

## Učestalost udara
SL9 nije jedinstveni slučaj: pet kometa (među njima i 82P/Gehrels, 147P/Kushida–Muramatsu i 111P/Helin–Roman–Crockett) je sa sigurnošću privremeno bilo uhvaćeno u putanji planete.
Ipak, putanje kometa oko Jupitera su nestabilne, bit će vrlo eliptične te će vjerojatno biti poremećene gravitacijom Sunca.
Najmasivniji planet sunčeva sustava, Jupiter može uloviti objekte relativno često, ali veličina SL9 je rijetkost: jedno istraživanje navodi da kometi u promjeru od 0.3 km udaraju na tu planetu jednom svakih 500 godina a oni promjera 1,6 km jednom svakih 6.000 godina.
Postoje snažni dokazi da kometi koji su prije rascijepani također pali i na Jupiterove satelite. Tijekom putovanja Voyagera prema planeti, znanstvenici su identificirali 13 lančana kratera na Kalisti a tri na Ganimedu, čiji je porijeklo misterij. Udarni krateri na mjesecima plinovitih divova nisu vodili do većeg kratera. Udar SL9 navodi da su ti lančani krateri nastali ranijim fragmentima raspadnutih kometa koji su se srušili na njih.

## Jupiter kao "kozmički usisivač"
Udar SL9 je ukazao na značajnu ulogu Jupitera u uklanjanju svemirskog otpada, pa su ga neki nazvali "kozmičkim usisivačem" (ili "kozmičkom jetrom") sunčeva sustava. Snažna gravitacija te najveće planete u sustavu utječe na putanje mnogih malih kometa i asteroida koji se sudaraju s planetom, te se stoga pretpostavlja da je stopa udara kometa na Jupiter između dva i osam tisuća puta veća od Zemlje. Da nema Jupitera, vjerojatnost udara asteroida na unutarnje planete sunčeva sustava bila bi puno veća.  
Razlozi izumiranja dinosaura u Kredi su i dalje nerazjašnjeni, ali mnogi znanstvenici vjeruju da ju je uzrokovao udar asteroida ili manjeg kometa na prijelazu Krede i Tercijara koji se stvorio krater Chicxulub, demonstrirajući kako su takvi udari ozbiljna prijetnja životu na Zemlji. Astronomi pretpostavljaju da bi bez Jupitera, koji upija potencijalne opasne objekte, masovna izumiranja bila puno češća na Zemlji, te da se ne bi razvio složeniji život. Ovo je dio argumenta za hipotezu o rijetkoj Zemlji.
Planet Jupiterove mase izgleda nudi povećanu zaštitu protiv asteroida, ali potpuni učinci na druga nebeska tijela u Sunčevu sustavu su i dalje predmet rasprava.

## Vanjske poveznice
|  | Zajednički poslužitelj ima još gradiva o temi Comet Shoemaker-Levy 9 |

- Shoemaker-Levy 9 na Enciklopediji Britannici
- Prikaz putanje kometa oko Jupitera
- Kratka emisija o padu komete na Jupiter BBC